# Reise- und Fremdenzeitung für Tirol und Vorarlberg
Die Reise- und Fremdenzeitung für Tirol und Vorarlberg war eine österreichische Monatszeitung. Sie erschien von 1899 bis 1902 zweimal im Monat und später monatlich in Innsbruck. Die verschiedenen Zusatztitel der Reise- und Fremdenzeitung für Tirol und Vorarlberg lauteten Organ zur Hebung des Fremden-Verkehrs und autorisiertes Organ des Landesverbandes für Fremdenverkehr in Tirol / Landesverband für Fremdenverkehr in Tirol. Ab 1903 erschien die  Österreichische Alpenpost als Nachfolgerzeitung. Dies wurde jedoch 1913 ebenfalls eingestellt.